# Malo Tinje
Malo Tinje – wieś w Słowenii, w gminie Slovenska Bistrica. W 2018 roku liczyła 79 mieszkańców.